# 喜多郎
喜多郎（きたろう、1953年2月4日 - ）は、日本のキーボーディスト、シンセサイザー奏者、作曲家。本名は高橋 正則（たかはし まさのり）、愛知県豊橋市出身、愛知県立豊橋商業高等学校卒業。田岡由伎は元配偶者。
1994年に米映画『天と地 (Heaven & Earth)』（監督：オリバー・ストーン）でゴールデングローブ賞作曲賞受賞。2001年にグラミー賞受賞、ノミネート17回。

## 人物・来歴

### シンセサイザー
1970年代初頭に『ファー・イースト・ファミリー・バンド』のメンバーとしてキーボードを担当していた喜多郎は、レコーディングに訪れたヨーロッパでドイツのシンセサイザー奏者クラウス・シュルツェと出会い、シンセサイザーに魅了される。帰国後に自分の音楽とシンセサイザーの接点を見出す。
『ファー・イースト・ファミリー・バンド』は、のちにヒーリングミュージックを製作して第一人者となるミュージックセラピストの宮下富実夫がいた。

### エピソード
「喜多郎」の名は、高校時代は長髪で漫画『ゲゲゲの鬼太郎』の主人公鬼太郎に似て、「キタロウ」とニックネームで呼ばれたことから別の漢字を当て「喜多郎」とした。
1984年に外務省の国際親善音楽大使としてシンガポール公演へ赴いた際に、長髪男性の入国規制を受け、髪を切るか、帰国するか選択を迫られてトレードマークの髪を切ることを拒み、公演をキャンセルして帰国した。
インド人グルバグワン・シュリ・ラジニーシ (Osho) から「橋になれ、人と人とのかけ橋、人と自然とのかけ橋、すべてが結ぶ橋になれ」と諭され、橋の意味を含む名“スワミ・デバ・セトウー”を授かり、きわめて意味深いものとなる。

### ソロ活動
1978年にソロ活動を開始し、初のアルバム『天界』を発売する。
1979年に『大地』『OASIS』を発表する。
1980年に『NHK特集 シルクロード』の音楽を担当してテーマ曲が代表作となる。発売したアルバム『シルクロード・絲綢之路』『シルクロード・絲綢之路 II』のパルコ劇場でライブ録音した『イン・パースン』が人気を博して日本で広く知られる。
1981年にNHK『ゆく年くる年』でオリジナル楽曲「1981年1月1日」を当時居住する長野県で披露し、アルバム『敦煌』と『氣』を発表する。
1982年に東映アニメ『新竹取物語 1000年女王』のサウンドトラックを手がけ、初の全国ツアーを30都市で催す。同時期にNHK総合テレビジョン『ニュースセンター9時』のテーマソングで作曲と演奏を担当する。
1984年にアミューズアメリカと契約する。アジアツアーを催し、日本人音楽家で初めて台湾と中国で演奏した。

### 海外活動
1985年にアメリカ合衆国ゲフィンレコードから6枚のアルバムを発売し、ファンが急増する。
1986年にゲフィンレコードと全世界独占契約を結び、アルバム『天空』を発表する。
1987年に尊敬する『グレイトフル・デッド』のパーカッション奏者のミッキー・ハートと共同プロデュースで、アルバム『THE LIGHT OF THE SPIRIT』を発表する。“生命・死・そして復活”を主題とした。アルバム発表後に日本人初の全米ツアーをコロンバスオハイオ・シアターを皮切りに25都市で31公演催し、ニューヨーク、シカゴ、ボストン、ロサンゼルスなど多くの都市でチケットが完売して成功する。初めてアルバムと連動した同名のビデオ『ザ・ライト・オブ・ザ・スピリット』を発表する。
1988年にアルバムからの楽曲“ザ・フィールド”でグラミー賞「ベスト・ニューエイジ・パフォーマンス」にノミネートされる。1988年に初のベストアルバム『10イヤーズ/The Best of 10 YEARS』を発表する。
1989年2月にヨーロッパ・ツアーを15都市で16公演する。9月から“Kitaro Live World Tour”で北アメリカ、ヨーロッパ、日本の全52都市で55公演して総動員がおよそ20万人となる。
1990年にコロラド州へ移住し、日本古来の物語と世界に伝わる伝説の融合を試みる壮大なコンセプトアルバム『古事記』を発表すると、米国音楽誌ビルボードニューエイジ部門アルバムチャートで、日本人初の8週連続第1位となりアメリカで人気を博す。ワールド・ツアーを展開し、コンサートの模様を1991年にアルバム『Live in America』とビデオ『KOJIKI: A Story in Concert』で発表し、1990年9月に日本でコンサートを開催する。アルバムはグラミー賞ベスト・ニューエイジ・アルバムにノミネートされる。
1992年に、4曲をプロデュースしたマーティ・フリードマンのアルバム『シーンズ〜憧景〜』が発表される。
1993年4月にロサンゼルスの「ドーモレコード DOMO Records Inc., (DOMO Music Group) へ移籍する。1994年に『MANDALA』を発表して世界でコンサートを続ける。オリバー・ストーン監督の映画『天と地 (Heaven & Earth)』で音楽監督を務めてサウンドトラック・アルバムを発表し、1994年第51回ゴールデングローブ賞で作曲賞を受賞する。1993年発売のアルバム「ドリーム」は、プログレロック・グループ『イエス』のヴォーカリスト、ジョン・アンダーソンと共演し、グラミー賞で3回目のノミネートとなる。
1994年にアルバム『MANDALA』を発表する。生活、レコーディング、ツアーとアメリカで活動する喜多郎はアーティスト評価が高まる。
1995年に発表したアルバム『an enchanted evening〜天空への響き』とライブ・ビデオが2年連続でグラミー賞にノミネートされる。
1996年にクリスマス・アルバム『Peace on Earth』を発表する。
1997年にサーカス＆ミュージカル「サーキュ・インジュヌー」で音楽を手がけ、同名のオリジナルスコア・アルバムを発表する。メイベル・チャン監督の映画『宋家の三姉妹』で音楽を手がけ、香港の金像奨と台湾の金馬奨で最優秀オリジナル音楽賞を受賞する。
1998年に、長野県の祭り“御柱祭”で、木遣り唄を主題にしたアルバム『GAIA-ONBASHIRA』を発表する。NHK「四国八十八か所」の音楽を担当する。アジア・ツアーで『古事記』収録曲“響宴”が女性を中心とした若年層の人気を集めて新しいファン層を広げる。『GAIA-ONBASHIRA』でグラミー賞6回目のノミネートとなる。
1999年春季に“Kitaro 1999 New Millennium World Tour in U.S.A.”を催す。
2000年にアルバム『シンキング・オブ・ユー（Thinking Of You）』を完成する。

### 2000年以降
2000年4月に国会議員によるNGO組織の世界環境会議からグローブカウンシルの一員に迎えられ、国際環境アーチストを担う。7月にNHK開局75周年記念番組『四大文明』の音楽を手がけ、テーマ曲「母なる大河」でカウンター・テナーのスラヴァと共演する。同楽曲を含むサウンドトラック『エンシェント』を発表したのちに東南アジアツアーを催す。現代舞踏家玉野黄市とハルピン派による幻想的な創作舞踊と共演した、新潟県清水園のコンサート映像作品『TAMAYURA』を発表する。
2001年1月に「四大文明」関連のアルバム『永遠の時を〜An Ancient Journey』を発表する。日本では6年振りとなる本格的なコンサートツアー“Sound Odyssey 2001〜featuring ANCIENT〜”を催す。2月、アルバム『Thinking of you』で第43回グラミー賞 ベスト・ニューエイジ・アルバム賞を受賞する。5月にグラミー賞受賞記念盤として2枚組アルバム『KITARO』を発表する。原点とも言えるシルクロードを振り返ることを宣言し、手始めとして8月に薬師寺玄奘三蔵院伽藍でコンサートを催す。
2001年9月アメリカ同時多発テロ発生当日はアメリカへ向かう旅客機に搭乗していたが、ハワイに緊急着陸する。この事件に影響を受け、音楽家として世界平和に貢献できるように、12月から人の心に安らぎを与える鐘の音を作品に取り入れ、四国八十八箇所の寺の鐘の音の録音を始める。およそ10年で全88曲を完成する空海の旅プロジェクトを始める。
2002年1月にアルバム『エンシェント』でグラミー賞で8回目のノミネートとなる。10月に日中国交回復30周年記念コンサートを北京天覧館劇場で開催し、満席で喝采を博す。
2003年1月にアルバム『永遠の時を〜An Ancient Journey』が第45回グラミー賞で9回目のノミネートとなる。
2003年に『空海の旅』を発売。
2004年に『空海の旅』が、第46回グラミー賞で10回目のノミネートとなる。夏、東南アジアツアーを敢行。8月28と29日に金華山と長良川を背景としてチャリティーコンサート「喜多郎〜長良川を奏でる〜」を岐阜市の長良川公園で開催する。
2005年2月に『空海の旅2』を発売する。
2006年に、『空海の旅2』が第47回グラミー賞で11回目のノミネートとなり、『空海の旅』シリーズが連続でノミネートされた。2月1日にワールド・ツアーのキーボーディスト「KEIKO」とコラボレーションで制作した『スピリチュアル・ガーデン』を発売する。コロラド州からカリフォルニア州セバスタポウルへ移住する。
2006年後半から2007年前半に、張芸謀（チャン・イーモウ）監督が製作して中国杭州西湖で催された水上舞台「印象西湖」で作曲を担当する。豊橋市市制100周年記念作品『早咲きの花（監督菅原浩志、主演浅丘ルリ子）』で音楽を担当し、監督から依頼を受けて花火師役で出演する。
2007年9月25日にシリーズ第3弾『空海の旅3』を全米発売する。第50回グラミー賞でノミネートが12回目となり、「空海の旅」シリーズ3作全てがノミネートされる。2007年からのアジアを中心とした世界ツアーで、2011年4月に延べ観客数がおよそ10万人となる。
2009年に『インプレッションズ Impressions』（歌手ジェーン・チャンとの共作を含む）が第52回グラミー賞で13回目のノミネートとなる。すずきじゅんいち監督による日系史ドキュメンタリー映画「Toyo’s Camera –Japanese American History during WWII-」「442 -Live with Honor, Die with Dignity-」へ楽曲を提供する。オリジナルサウンドトラック『Toyo's Camera』（2009年）、『442』（2010年）、『442 Kitaro's Story Scape』（2010年）を発売する。9月に奈良の平城遷都1300年祭記念コンサート、10月に香港のシルクロード記念イベント“Silk Road Art Fetival”、それぞれへ出演する。東京と名古屋で数年ぶりの日本公演を催す。
2010年3月にメキシコ・サカテカス市で“Zacatecas Cultural Festival”へ出演する。9月にシリーズ第4弾『空海の旅4』を発売し、第53回グラミー賞でノミネートが14回目となる。西安市の“Daming Palace National Heritage Park”オープニングイベントへ招聘され、公演する。10月に名古屋で開催された生物多様性条約第10回締約国会議 (COP10) のステージプログラムでフィナーレを飾り、“地球のリズム、宇宙からのメッセージ”をテーマに、「千人太鼓」で一般参加者千人と共に太鼓を打ち鳴らした。
2011年3月に"The Silk Road - East & West"と題したアジアツアーでタイ、香港、インドネシア、シンガポール、マレーシアを巡る。タイと香港の公演で、収益金の一部、香港公演で10万香港ドルを東日本大震災へ寄付する。
2013年9月に長野県信濃大町で、“北アルプス喜多郎コンサートｉｎ信濃大町”を開催する。
2014年に『ファイナル・コール』が第56回グラミー賞で15回目のノミネートとなる。
2014年2月に"2014 Symphonic World Tour"と題したワールドツアーを実施。アメリカ、ロシア、ポーランド、ウクライナ、ルーマニア、トルコ、アゼルバイジャン共和国、シンガポールでコンサートを催す。
2015年、『シンフォニー・ライブ・イン・イスタンブール』が第57回グラミー賞で16回目のノミネートとなる。
2018年1月、『空海の旅5』が第60回グラミー賞で17回目のノミネートとなり、これまでの『空海の旅』全シリーズがノミネートされる。
毎年夏季に富士山5合目太郎坊駐車場で、日没から夜明けまで約12時間無料イベント富士山讃歌を催す。

## 受賞歴
- 1981年第18回ギャラクシー賞・選奨 - NHK特集 シルクロードの音楽[6]
- 1987年第29回日本レコード大賞（特別賞）
- 1994年第51回ゴールデングローブ賞 作曲賞受賞 映画『天と地』（監督：オリバー・ストーン）
- 2001年第43回グラミー賞最優秀ニューエイジ・アルバム賞 『シンキング・オブ・ユー（Thinking Of You）』

## ディスコグラフィ

### シングル
- DAWN OF THE ASTRAL（宇宙の夜明け）（1980年11月21日、ビクターレコード、PRA-10647）-　A面はスペクトラムの「夜明け（アルバ）」。
- シルクロードのテーマ（絲綢之路）／シルクロード幻想（1980年、Canyon、C-172）- 絲綢之路はシングル盤は4分34秒だが、「Healing Sounds 大地の詩〜風たちとの出逢い〜」など早くフェイドアウトする音源が収録されているアルバムがある。
- ユートピアの旅（1982年、Canyon、P-1020）
- キャラバン／キャラバンサライ（1983年、Sound Design Records、1142-1）-　梅沢富美男の歌謡曲版もある（作詞小椋佳・南里元子）。
- ノアの箱舟／少年の夢（1983年、Sound Design Records、1142-2）
- クオリティの四季（1984年、Sound Design Records、P-511）
  - A1:Winter - Flowers Of Wind And Snow
  - A2:Spring - Peach Blossoms
  - B1:Summer - Heat Haze
  - B2:Autumn - Silver Grass
- 蒼い風／ステイ・バイ・ミー（1984年、Sound Design Records、1142－7）-　「明星チャルメラ」CMイメージソング。岩﨑元是 with 喜多郎名義。
- Island Of Life (Short Radio Edit)／Island Of Life (Long Radio Edit)／Island Of Life (LP Version)（1992年、GED21740）
- 母なる大河（2000年）

### スタジオ・アルバム
- 1978年6月 天界
- 1979年 大地
- 1979年 OASIS
- 1981年 敦煌
- 1981年 氣
- 1986年 西方[7]
- 1986年 天空
- 1987年 THE LIGHT OF THE SPIRIT
- 1990年 古事記
- 1992年 ドリーム
- 1994年 MANDALA
- 1996年 Peace on Earth
- 1997年 サーキュ・インジュヌー
- 1998年 GAIA-ONBASHIRA
- 1999年 ノアの箱舟
- 2000年 Thinking of You
- 2001年 永遠の時を〜An Ancient Journey
- 2003年 空海の旅
- 2004年 水に祈りて
- 2005年 空海の旅2
- 2006年 スピリチュアル・ガーデン
- 2007年 空海の旅3
- 2010年 空海の旅4
- 2013年 ファイナル・コール
- 2017年 空海の旅5

### ライヴ・アルバム
- 1980年 イン・パースン（東京、パルコ劇場）
- 1984年 亜細亜（アジア・ツアー）
- 1991年 Live in America
- 1995年 an enchanted evening 〜天空への響き
- 2002年 ライブ・イン・薬師寺
- 2014年 シンフォニー・ライブ・イン・イスタンブール
- 2024年 Zen : Live In Katsuyama（勝山市、越前大仏、DVD付）
- 2024年 奉祝コンサート [空海] 1250 LIVE IN ZENTSUJI（岡野弘幹共演、善通寺、DVD付）

### ベスト・アルバム
- 1988年 THESE 10 YEARS（通常版アルミCDとゴールドCD版）
- 2001年 KITARO
- 2005年 The Best of 10 YEARS（1988年の「THESE 10 YEARS」と同一収録内容の再発売）
- 2006年 The Essential Kitaro
- 2007年 The Definitive Collection
- 2010年 Grammy Nominated

### サウンドトラック
- 1980年 シルクロード・絲綢之路（NHK特集「シルクロード 絲綢之路」サントラ）
- 1980年 シルクロード・絲綢之路 II（NHK特集「シルクロード 絲綢之路」サントラ）
- 1981年 氣（NHK特集「喜多郎&秀星」サントラ）
- 1982年 MILLENNIA（「映画 1000年女王」サントラ・日本版未CD）
- 1983年 シルクロード 天竺（NHK特集「シルクロード ローマへの道」サントラ）
- 1983年 飛雲（NHK特集「シルクロード ローマへの道」サントラ）
- 1989年 戦場にかける橋2 クワイ河からの生還（サントラは既成作品を使用、オリジナルCD未発表）
- 1991年 上海1920（同上）
- 1992年 喜多郎の十五少女漂流記
- 1993年 天と地
- 1997年 宋家の三姉妹（ランディ・ミラーと共同）
- 1999年 四国八十八ヶ所（紀行番組「NHK 四国八十八ヶ所」。本人も参拝）
- 2000年 エンシェント（開局75周年記念番組「NHKスペシャル 四大文明」）
- 2003年 獣兵衛忍風帖 龍宝玉篇、アニメ
- 2006年 早咲きの花（吉村龍太と共同）
- 2009年 東洋宮武が覗いた時代（写真家宮武東洋を描くドキュメンタリー映画）
- 2009年 インプレッションズ（映画監督チャン・イーモウ演出の舞台「西湖印象」のサントラ）、主題歌はジェーン・チャン
- 2010年 442 Live With Honor, Die With Dignity （ドキュメンタリー映画）、2010年11月公開
- 2010年 442 Extreme Patriot of WWII、日本での題名は「442 日系部隊 アメリカ史上最強の陸軍」、日本版CDは各2012年9月

### CM曲・共作
- 1983年 ノアの箱舟（サクラカラーフィルムSR200）
- 1988年 曲名未発表（トヨタ・スープラ CM曲）自動車愛好家で、先撮りされた映像を観て素晴らしさに感動し、初めてCM楽曲製作を快諾した。
- 2012年 レット・マザー・アース・スピーク（デニス・バングス、フィーチャリング）

## 著作（出版）
- 『喜多郎 マインド・ミュージックの世界』（講談社、1981年）p200
- 『喜多郎フォトエッセイ』（小学館、2000年）。写真集
- 『喜多郎』（主婦と生活社、2007年）。写真と自伝、CD（6曲収録）を付す。